# Старобільська гімназія
|              |                                                                        |
| Повна назва: | Старобільська гімназія Старобільської районної ради Луганської області |
| Заснована:   | 1871 р.                                                                |
| Директор:    | -                                                                      |
| Учнів:       | 600                                                                    |
| Учителів:    | 60                                                                     |
| Адреса:      | вул. Руднєва 25, м. Старобільськ, Луганська область, 92700             |
| Сайт:        |                                                                        |

Старобільська гімназія - загальноосвітній навчальний заклад міста Старобільськ Луганської області.
Один з найкращих навчальних закладів Луганської області.

## Історія
Гімназія заснована 1871 року за постановою Земства як «Чоловіча Олександрівська гімназія». В гімназії навчались діти заможних старобільців. При гімназії існувала каплиця.
З 1920 року гімназія була переформована у трудову школу. З 1933 року — школа-десятилітка.
У роки Другої Світової війни при німецькій окупації у будівлі школи розташовувався окупаційний штаб. Із визволенням Старобільська 1943 року у будівлі розташовувався військовий госпіталь.
Після війни на території школи розташовувалися Старобільські СШ№ 1, СШ№ 2, СШ№ 4
У 1993 році завершилося будівництво найбільшого третього корпусу.
У 2000 році Старобільській ЗОШ№ 1 повернено історичну назву Старобільська гімназія.

## Відомі випускники
- Абрамов Володимир Олексійович — старобільський повітовий комісар (1917), голова старобільської повітової управи (1917—1918).
- Жадан Сергій — відомий український письменник.
- Зінченко Богдан Олександрович (1977—2015) — солдат Збройних сил України, учасник російсько-української війни 2014—2017.
- Стогнієва Марина  — українська художниця.
- Гогія Давид Мерабійович - український політик, дипломат.